# Bryan Chávez
Bryan Chávez (Lima, 18 de agosto de 1992) es un futbolista peruano. Juega de defensa y su equipo es el Club Deportivo Unión Comercio de la Primera División del Perú.

## Trayectoria
Se formó en las divisiones menores de Universitario. En el 2009 fue promovido al equipo de reservas. Debutó en primera división el 18 de febrero del 2012 en la derrota de su equipo frente a César Vallejo por 0-1. Ingresó en la segunda mitad por el nigeriano Joseph Nwafor.

## Clubes
| Club           | País | Año             |
| -------------- | ---- | --------------- |
| Universitario  | Perú | 2009-2010       |
| Unión Comercio | Perú | 2011-actualidad |